# Medalla Oparin
La Medalla Oparin/Urey és un premi que honra contribucions importants en el camp dels orígens de la vida. La medalla és atorgada per la Societat Internacional per a l'Estudi de l'Origen de la Vida (ISSOL). El guardó va rebre el nom d'Alexandr Oparin, un científic pioner en investigar els orígens de la vida. L'any 1993, la ISSOL va decidir concedir el nom del premi per enaltir també la memòria de Harold Clayton Urey, un dels primers a proposar l'estudi de la cosmoquímica.

## Llistat de persones guanyadores
| Curs | Nom                | Medalla |
| ---- | ------------------ | ------- |
| 1980 | Cyril Ponnamperuma | Oparin  |
| 1983 | Stanley Miller     | Oparin  |
| 1986 | Joan Oró           | Oparin  |
| 1989 | J. William Schopf  | Oparin  |
| 1993 | Leslie Orgel       | Urey    |
| 1996 | James Ferris       | Oparin  |
| 1999 | Alan Schwartz      | Urey    |
| 2002 | Albert Eschenmoser | Oparin  |
| 2005 | Gerald Joyce       | Urey    |
| 2008 | James Kasting      | Oparin  |
| 2011 | Jack W. Szostak    | Urey    |
| 2014 | Andrew H. Knoll    | Oparin  |
| 2017 | cap premiat        |         |
| 2021 | Donna Blackmond    | Oparin  |